# Cameron Scott
Cameron Scott (Wagga Wagga, 4 de enero de 1998) es un deportista australiano que compite en ciclismo en las modalidades de pista y ruta. Ganó una medalla de oro en el Campeonato Mundial de Ciclismo en Pista de 2019, en la prueba de persecución por equipos.

## Medallero internacional
| Campeonato Mundial | Campeonato Mundial | Campeonato Mundial | Campeonato Mundial      |
| Año                | Lugar              | Medalla            | Competición             |
| ------------------ | ------------------ | ------------------ | ----------------------- |
| 2019               | Pruszków (Polonia) | Medalla de oro     | Persecución por equipos |

1. ↑  Compitió en la ronda de clasificación.

## Palmarés
2018
- 1 etapa de la New Zealand Cycle Classic
- 1 etapa de la Vuelta al Lago Qinghai

2022
- Memorial Philippe Van Coningsloo

2025
- 1 etapa del Tour de Gyeongnam